# 置塩壽
置塩 壽（おきしお じゅ、女性、1904年? - 2010年4月8日）は、日本の篤志家・中等教育教員。
富山市出身。元参議院議員の久世公堯、作家の久世光彦は甥。

## 来歴
東京女子高等師範学校（現在のお茶の水女子大学）家事科卒業。富山へ帰郷後、県立富山高等女学校（現在の富山いずみ高等学校）教員となる。1943年（昭和18年）に兵庫県立神戸第一高等女学校（兵庫県立神戸高等学校の前身の一校）へ赴任し、戦後は西宮市の甲子園学院高校に家庭科教員として勤務。定年退職して以降の半生を神戸市東灘区で過ごした。
2010年（平成22年）4月8日死去。満106歳没。生前、銀行役員を務めていた兄の株式や不動産などを相続したが、その兄が「遺産は神戸市に寄付したい」との意向であったことを踏まえて株式の売却益や預金など約11億3000万円と東灘区の不動産（住宅1棟・土地2か所）を合わせて12億円余りを「特別な指定は行わないが、神戸市が有効に活用することを望む」として神戸市に寄付した。神戸市では2012年（平成24年）にこの寄付を原資として「置塩こども育成基金」を創設し、以下の事業を行っている。
- 東灘区に置塩壽記念御影北児童館を設置[5]
- 神戸市立図書館の各区拠点館・分館に「おきしお文庫」を設置[6][7]
- 青少年を対象とするスポーツ教室や文化活動事業「おきしおふれあいプロジェクト」の開催[7]